# Визна (гмина)
Визна (пол. Wizna) — сельская гмина (волость) в Польше, входит как административная единица в Ломжинский повет, Подляское воеводство. Население — 4344 человека (на 2011 год). Административный центр гмины — деревня Визна.

## Демография
Данные по переписи 2011 года:
| Перепись            | Всего | Мужчины | Женщины |
| ------------------- | ----- | ------- | ------- |
| Всего               | 4144  | 2186    | 2158    |
| Городское население | 0     | 0       | 0       |
| Сельское население  | 4144  | 2186    | 2158    |

## Поселения
1. Белява
2. Бочкувка
3. Богушки
4. Броново
5. Янчево
6. Ярнуты
7. Калень
8. Каролин
9. Кокошки
10. Копед
11. Крамково
12. Лисьно
13. Малён
14. Малахово
15. Менчки
16. Милево
17. Млыник
18. Мрувки
19. Нарт
20. Нелавице
21. Нивково
22. Нове-Божеево
23. Нове-Занклево
24. Подкосаче
25. Посвёнтне
26. Руда
27. Русинец
28. Русь
29. Рутки
30. Рутковске
31. Самборы
32. Себурчин
33. Сковронки
34. Среброво
35. Старе-Божеево
36. Старе-Занклево
37. Струмень
38. Сулин-Струмилово
39. Верцишево
40. Витково
41. Визна
42. Визница
43. Влохувка
44. За-Хоинон
45. Занклево

## Соседние гмины
1. Гмина Едвабне
2. Гмина Ломжа
3. Гмина Пёнтница
4. Гмина Рутки
5. Гмина Тшчанне
6. Гмина Завады

## Персоналии
- Вага, Теодор (1739—1801) — польский писатель, священник-пиарист, историк, педагог, автор учебников.